# Meeting House
A dublini Meeting House a vasárnapi kirakodó vásáraival, nyári szabadtéri színházi előadása kis galériák, az ellenkultúra tárgyait árusító apró boltok mellett itt építették fel a művészmoziként és filmarchívumként is működő ír Filmközpontot (Irish Film Center), Ír Zene Központját (Irish Music Center), az Ark kulturális központot és néhány kisszínházat. (A Temple Bar kultúrájának fellendítéséből a U2 együttes is kivette részét, övék Írország egyik legdrágább szállodája, a Clarence Hotel.)